# Ефросинија Александријска
Света Ефросинија Александријска је хришћанска светитељка, уврштена у ред преподобних.
Рођена је у Александрији као кћи богатог и знаменитог Пафнутија. Пошто су је родитељи добили након много година молитви и труда васпитали су је у духу хришћанства. Када је напунила 18 година родитељи су јој нашли богатог младожењу са намером да је удају. Пошто није желела да се удаје већ да се у потпуности посвети служби Богу, за шта није имала пристанак родитеља, преобукла се у мушко одело и пријавила се игуману једног манастира као евнух са именом Измарагд. 
У том манастиру је живела у посту и молитви до своје 38 године. Те године, њен отац Пафнутије је посетио тај манастир а игуман га је упутио Измарагду на молитву и утеху. Пафнутије је исповедио своју тугу за изгубљеном ћерком, а она му је обећала да ће своју ћерку видети и замолила га да опет дође за три дана. Када је Пафнутије други пут дошао она је лежала на самртној постељи. Све му је исповедила и након тога умрла. Пафнутије, је након њене смрти и сам дошао у тај манастир, и уселио се у келију своје упокојене и свете кћери. После 10 година маонашког подвига и Пафнутије је умро у истом манастиру. 
Мошти преподобне Пафнутије чувају се у цркви Светог Јована у Болијеу у Француској.
Њено житије написао је Симеон Метафраст у 10. веку.
Православна црква прославља свету Ефросинију 25. септембра по јулијанском календару.

Напомена: Овај чланак, или један његов део, изворно је преузет из Охридског пролога Николаја Велимировића.